# Show No Mercy
Show No Mercy (engl. ‚Zeige keine Gnade‘) ist das Debütalbum der kalifornischen Thrash-Metal-Band Slayer, das im Dezember 1983 bei Metal Blade Records erschien.
Obwohl die Qualität der Aufnahmen schlecht war, wurde das Album der zu diesem Zeitpunkt größte Erfolg des noch jungen Labels.

## Entstehungsgeschichte
Slayer trat 1983 als Vorgruppe der US-amerikanischen Heavy-Metal-Band Bitch auf und präsentierte dabei acht Lieder, darunter sechs Covers. Dabei wurden sie von Brian Slagel entdeckt, einem ehemaligen Musikjournalisten, der erst kurz zuvor Metal Blade Records gegründet hatte. Ihm gefiel ihre Version von Phantom of the Opera von Iron Maiden, weshalb er die Band fragte, ob sie ein Lied zu der bald erscheinenden Kompilation Metal Massacre III beitragen wollten.
Dieser Beitrag der Band – Aggressive Perfector – wurde ein Erfolg, weshalb Slagel die Band für ein Album unter Vertrag nahm. Das Album, das von Tom Araya und Kerry Kings Vater finanziert wurde, entstand in Los Angeles. In einem Interview erzählte Araya, dass sie während der Entstehung des Albums noch sehr jung gewesen seien und, um sich von den anderen Bands etwas abzuheben, deshalb über Satan geschrieben hätten. Venom war dabei ein großer Einfluss.
Gene Hoglan, ein Freund der Band, übernahm die Background-Vocals bei Evil Has No Boundaries und begleitete Slayer auch auf ihrer Tour. Hierbei lernte er die Band Dark Angel kennen, deren Schlagzeuger er noch heute ist. Während der Aufnahmen bat Produzent Slagel Dave Lombardo, bei seinem Schlagzeug auf die Verwendung der Becken zu verzichten, da er nicht sicher war, ob er deren Geräusche mit dem zur Verfügung stehenden Equipment ordentlich verarbeiten könnte. Lombardo ließ sich diese aber nicht ausreden und nach Meinung von Hanneman störten sie dann im Endergebnis auch nicht.
Sie verwendeten das satanische Konzept ihrer Texte auch bei der Covergestaltung und ihren Shows, um etwas Aufmerksamkeit zu erregen. Die Rückseite des Albumcovers zeigte den Text side 666, umgedrehte Kreuze und Jeff Hanneman mit seiner Gitarre, was zu Problemen mit dem PMRC führte, die versuchten, die Veröffentlichung des Albums zu verhindern.
Bei den Promotion-Touren wurde die Band von Freunden und Familie unterstützt, die auch Roadie-Tätigkeiten u. Ä. übernahmen.

## Rezeption
Die Band hatte während der Tour keine Kopien ihres Albums dabei, die sie hätte verkaufen können, dennoch wurde das Album das meistverkaufte Album von Metal Blade Records. Die üblichen Verkaufszahlen des Labels waren selten höher als 5.000 Stück, Show No Mercy verkaufte sich allein in den Vereinigten Staaten 15.000 bis 20.000 Mal und weitere 15.000 Mal im Ausland. Aufgrund des Erfolgs verlängerte Slagel den Vertrag um ein weiteres Album und eine EP.

## Titelliste
1. Evil Has No Boundaries – 3:11 (Hanneman, King)
2. The Antichrist – 2:50 (Hanneman, King)
3. Die by the Sword – 3:37 (Hanneman)
4. Fight ‘till Death – 3:38 (Hanneman)
5. Metal Storm - Face the Slayer – 4:53 (Hanneman, King)
6. Black Magic – 4:04 (Hanneman, King)
7. Tormentor – 3:45 (Hanneman)
8. The Final Command – 2:32 (Hanneman, King)
9. Crionics – 3:29 (Hanneman, King)
10. Show No Mercy – 3:08 (King)